# 天谷直次郎
天谷 直次郎（あまや なおじろう、1888年（明治21年）6月12日 - 1966年（昭和41年）11月30日）は、大日本帝国陸軍軍人。最終階級は陸軍中将。功二級

## 経歴
1888年（明治21年）に福井県で生まれた。陸軍士官学校第21期、陸軍大学校第31期卒業。1932年（昭和7年）に独立守備歩兵第2大隊長に就任し、1933年（昭和8年）8月に陸軍歩兵大佐進級と同時に宇都宮連隊区司令官に転じた。1935年（昭和10年）には歩兵第42連隊長に就任。
1937年（昭和12年）8月に陸軍少将に進級、歩兵第10旅団長に着任し、1938年（昭和13年）に仙台陸軍教導学校長に転じた。1939年（昭和14年）10月2日、陸軍中将に進級と同時に第40師団長に親補され、日中戦争に出動。主に治安維持に当たったが、宜昌作戦、予南作戦、長沙作戦に参加し、戦果を収めた。1941年（昭和16年）8月25日に参謀本部附となり、10月15日に待命、12月2日に予備役に編入された。
1947年（昭和22年）11月28日、公職追放仮指定を受けた。
息子は天谷直弘、孫は天谷直昭。

## 栄典
- 1939年（昭和14年）11月13日 - 勲二等瑞宝章[5]